# Trachyphonus
Trachyphonus Ranzani, 1821 è un genere di uccelli della famiglia dei Libiidi. I barbetti africani appartenenti a questo genere hanno abitudini più terrestri rispetto agli altri componenti della famiglia e differiscono anche per altri aspetti; anche per questo sono stati separati in una sottofamiglia monotipica Trachyphoninae.

## Tassonomia
Precedentemente questo genere era incluso nei Capitonidae e talvolta nei Ramphastidae. 
Sono note le seguenti specie:
- Trachyphonus purpuratus J.Verreaux & E.Verreaux, 1851 - barbetto beccogiallo
- Trachyphonus vaillantii Ranzani, 1821 - barbetto crestato
- Trachyphonus erythrocephalus Cabanis, 1878 - barbetto testarossa
- Trachyphonus margaritatus (Cretzschmar, 1828) - barbetto pettogiallo
- Trachyphonus darnaudii (Prévost & Des Murs, 1847) - barbetto di D'Arnaud